# Hoxie (Kansas)
Hoxie és una població dels Estats Units a l'estat de Kansas. Segons el cens del 2000 tenia 1.244 habitants.

## Demografia
Segons el cens del 2000, Hoxie tenia 1.244 habitants, 543 habitatges, i 350 famílies. La densitat de població era de 571,8 habitants/km².
Dels 543 habitatges en un 25,6% hi vivien nens de menys de 18 anys, en un 56,2% hi vivien parelles casades, en un 6,6% dones solteres, i en un 35,4% no eren unitats familiars. En el 33,5% dels habitatges hi vivien persones soles el 20,4% de les quals corresponia a persones de 65 anys o més que vivien soles. El nombre mitjà de persones vivint en cada habitatge era de 2,21 i el nombre mitjà de persones que vivien en cada família era de 2,81.
Per edats la població es repartia de la següent manera: un 21,7% tenia menys de 18 anys, un 6,3% entre 18 i 24, un 21,2% entre 25 i 44, un 25% de 45 a 60 i un 25,8% 65 anys o més.
L'edat mediana era de 45 anys. Per cada 100 dones de 18 o més anys hi havia 82,4 homes.
La renda mediana per habitatge era de 33.810 $ i la renda mediana per família de 41.641 $. Els homes tenien una renda mediana de 28.235 $ mentre que les dones 15.804 $. La renda per capita de la població era de 17.286 $. Entorn del 10,7% de les famílies i el 13,9% de la població estaven per davall del llindar de pobresa.

## Poblacions més properes
El següent diagrama mostra les poblacions més properes.